# Наши (книга)
«Наши» — сборник рассказов Сергея Довлатова. Состоит из двенадцати текстов, объединённых в общий цикл и дополненных кратким заключением.

## История создания
Тексты, составившие «Наших», были написаны и опубликованы в качестве отдельных новелл. Их героями являются родственники самого писателя, и одиннадцать из двенадцати этих рассказов озаглавлены в честь людей, о которых в них идёт речь (все за исключением одиннадцатого — «Полковник говорит — люблю»). «Наши» были написаны Довлатовым в США в первой половине 1980-х, и пять из них в английских переводах были напечатаны в журнале «The New Yorker» (публикации в этом издании принесли писателю известность в США).
Первое издание осуществлено издательством «Ардис» в Энн-Арборе, штат Мичиган, в 1983 году. В 1989 году выпущен отдельной книгой английский перевод (издательство «Weidenfeld & Nicolson», Нью-Йорк).